# Stazione di Boschi Sant’Anna
Stazione di Boschi Sant'Anna vasútállomás Olaszországban, Veneto régióban, Boschi Sant'Anna településen.

## Vasútvonalak
Az állomást az alábbi vasútvonalak érintik:
- Mantova-Monselice-vasútvonal

## Kapcsolódó állomások
A vasútállomáshoz az alábbi állomások vannak a legközelebb: 
- Legnago old railway station
- Stazione di Bevilacqua